# Przeprowadzka McAllistera
Przeprowadzka McAllistera – amerykańska komedia z 2007 roku.

## Główne role
- Benjamin Gourley - Rick Robinson
- Mila Kunis - Michelle McAllister
- Jon Heder - Orlie
- Rutger Hauer - Maxwell McAllister
- Hubbel Palmer - Carl
- Billy Drago - Dama
- Peter Jason - Pan Robinson
- Cathrine Grace - Pani Robinson
- Patrika Darbo - Debbie
- Joe Unger - Lanky
- Mary Pat Gleason - Margerie
- William Mapother - Bob
- Zack Ward - Earl

## Fabuła
Rick Robinson pracuje w kancelarii adwokackiej w Miami jako praktykant. Za cztery dni ma egzamin, w akcie desperacji obiecuje wyświadczyć przysługę swojemu szefowi Maxwellowi McAllisterowi. Ale nie jest w stanie jej zrealizować. W końcu trafia do ciężarówki jadącej do Los Angeles, w której znajdują się rzeczy jego szefa, jego siostrzenica i jej mała świnka.